# 자히드 후세인
자히드 후세인(우르두어:زاہد حسین, Zahid Hussain , 1988년 11월 25일 ~ )은 파키스탄 길기트발티스탄 주 스카르두 출신의 방송인이다.

## 내력
자히드 후세인은 파키스탄 대한민국 학생 연합회 회장, 용산 경찰 해외 협조 위원회 서기장,
2012년 서울 국제 유학생 포럼 회장,
고려대학교 전기전자전파공학부 09학번 조교,
대한민국 파키스탄 축구팀 팀장, 외국인 필드 하키팀 팀장,
태양광 회사에 근무중이고.
2016년 KBS 2TV 어느날 갑자기 외.개.인에 출연하였고 JTBC 비정상회담 파키스탄 대표로 출연하였다.

## 방송 출연
| 연도          | 제목                       | 방송사  | 비고 |
| ------------- | -------------------------- | ------- | ---- |
| 2016년        | 《어느날 갑자기 외.개.인》 | KBS 2TV |      |
| 2016년-2017년 | 《비정상회담》             | JTBC    |      |